# Phymatodes lengi
Phymatodes lengi är en skalbaggsart som beskrevs av Joutel 1911. Phymatodes lengi ingår i släktet Phymatodes och familjen långhorningar. Inga underarter finns listade i Catalogue of Life.